# Pastoral Operária
A Pastoral Operária é uma pastoral social da Comissão Episcopal para o Serviço da Caridade, da Justiça e da Paz da Conferência Nacional dos Bispos do Brasil (CNBB). Atua no seio da classe trabalhadora com o objetivo de evangelização e reflexão sobre a vida dos trabalhadores/as à luz da Doutrina Social da Igreja Católica. Sua presença abrange mais de 80 dioceses de 16 dos 27 Estados do Brasil. Sua sede é na cidade de São Paulo.

## Missão
A Pastoral Operária busca ser presença entre os trabalhadores formais, informais e desempregados, com os seguintes objetivos:
- Resgatar a auto-estima dos trabalhadores, lutar por uma vida mais digna, participando na construção de uma nova sociedade e uma nova cultura do trabalho, como fonte de realização da pessoa humana em todas as suas dimensões.

- Envolver os cristãos no compromisso com a classe trabalhadora, reforçar a luta pelos seus direitos e sua cidadania.

- Fortalecer a auto-estima dos que estão desempregados.

- Lutar pela primazia do mundo do trabalho sobre o capital.

## Organização
- Assembléia Nacional: É a mais alta instância de deliberações. Compõe-se de um representante de cada diocese.

- Colegiado nacional: Compõe a direção da pastoral. Participam cinco trabalhadores/as, um padre, uma religiosa e o Bispo assistente. Sua função é estabelecer as estratégias de execução das deliberações da Assembléia e prepara encontros e eventos.

- Secretariado Nacional: Participam os membros do Colegiado Nacional com acesso próximo à sede do Secretariado, auxiliados pelos/as funcionários/as.

- Coordenação Nacional: Composto por dois trabalhadores liberados para esta função, que também participam do Colegiado Nacional.  Executam os trabalhos deliberados pela Assembléia, representam a pastoral e administram a estrutura.

- Coordenações diocesanas: atuam diretamente nos grupos de base junto aos trabalhadores.

## História
O primeiro núcleo da Pastoral Operária no Brasil, surgiu em São Paulo, formado por antigos militantes da Juventude Operária Católica (JOC) e da Ação Católica Operária (ACO). Foram formados pequenos grupos de trabalhadores católicos, que refletiam a realidade vivida no trabalho na ótica das exigências evangélicas da justiça e da solidariedade de classe, organizando os trabalhadores por local de trabalho e engajando-se no movimento sindical no período imediatamente anterior ao golpe militar de 1964.
A experiência ganhou impulso com os documentos aprovados durante o Concílio Vaticano II e a Segunda Conferência Geral do Episcopado Latino-Americano, realizada em Medellín em 1968, com a criação de muitas Comunidades Eclesiais de Base (CEB's) e com o suporte teórico dado pela Teologia da Libertação.
No dia 18 de outubro de 1970, a Pastoral Operária (PO) foi reconhecida oficialmente pela Arquidiocese de São Paulo, por ocasião da celebração da Missa pelo Salário Justo, pelo Cardeal Agnelo Rossi. Naquele ano, Dom Agnelo foi transferido para Roma e Dom Paulo Evaristo Arns foi nomeado como novo arcebispo da diocese, fator que ajudou a fortalecer a PO. A PO foi criada em outras dioceses e, em 1976, foi criada a PO Nacional.
Durante a ditadura, a PO se posicionou claramente contra o regime militar que prendeu, torturou e matou várias lideranças. Nessa época, o trabalho dentro das fábricas era semiclandestino.
O trabalho da PO deu origem às "Oposições Sindicais", que venceram diversas eleições sindicais pelo país; contribuiu para o ressurgimento das lutas operárias e para a formação da Central Única dos Trabalhadores (CUT), em 1983.
Com a reestruturação do trabalho e a modernidade tecnológica, veio um maior índice de desemprego, que adquiriu características estruturais. Nesse contexto, ocorreu um enfraquecimento das lutas operárias, o que se refletiu no seio da PO.
Também contribuiu para esse enfraquecimento, a perda de espaço da Teologia da Libertação no seio da Igreja Católica.
Nesse contexto, a PO passou a se preocupar com a questão do desemprego e a defender o direito ao trabalho para todos e políticas públicas que gerassem desenvolvimento interno com inclusão e distribuição de renda. Nesse novo período também ocorreu uma reflexão sobre novas relações de trabalho necessárias para a realização da justiça social no Brasil e no mundo.

## Características
A luta da PO era inspirada na Doutrina Social da Igreja, desenvolvida a partir da Encíclica Rerum Novarum, publicada pelo Papa Leão XIII, em 15 de maio de 1891, que enfatizava a primazia do trabalho sobre o capital. Posteriormente, o Papa João Paulo II enfatizou o trabalho como chave essencial da questão social, por meio da Encíclica Laborem Exercens, de 1981.
Os integrantes da PO questionavam:
- a estrutura sindical de origem fascista e a defendiam um sindicalismo independente e organizado a partir do local de trabalho, principalmente nas fábricas; e
- a exploração dos trabalhadores pelo sistema capitalista, defendendo melhores condições de trabalho, melhores salários e mais direitos para os trabalhadores.

Além das questões tipicamente sindicais, a PO atuava por melhores condições de vida dos trabalhadores em outras instâncias, defendendo um melhor acesso à moradia, a um transporte público de qualidade por um preço acessível, saneamento básico, creches, de escolas públicas com qualidade, postos de saúde, iluminação pública, etc. Essas questões eram apresentadas como outras dimensões da exploração capitalista sobre os trabalhadores.